# Момбизађо е Торе Калдерај (Алесандрија)
Момбизађо е Торе Калдерај је насеље у Италији у округу Алесандрија, региону Пијемонт.
Према процени из 2011. у насељу је живело 400 становника. Насеље се налази на надморској висини од 207 м.